# SN 1998em
SN 1998em – supernowa typu Ia odkryta 26 października 1998 roku w galaktyce IC4837A. W momencie odkrycia miała maksymalną jasność 16,50m.